# Джихад
Джиха́д, або джигад (араб. جهاد‎‎ — зусилля) — ідеологія ісламістів (мусульман); боротьба за те, що є для мусульманина «найблагороднішою і найвищою метою». Джихад (старання, зусилля) — початково розумівся як боротьба на захист і за поширення ісламу. Зазвичай слово джихад асоціюється зі збройною боротьбою мусульман, але це розуміння є не зовсім точним. Кожен мусульманин зобов'язаний докладати зусиль для утвердження і захисту ісламу, витрачати для цього свої матеріальні ресурси, розумові здібності і всі свої сили. У разі крайньої потреби мусульмани мусять підніматися на збройну боротьбу проти ворогів своєї релігії. Джихадом є також боротьба з власними духовними чи суспільними соціальними пороками. Таким чином, джихад — це боротьба зі своїми пристрастями, усунення соціальної нерівності, постійне зусилля у справі розповсюдження ісламу, і, нарешті, ведення війни з агресором в ім'я Аллаха.
Учасників джихаду називають моджахедами.
В ісламі джихад є обов'язком кожного мусульманина (фард), як про нього йдеться у Корані:
|  | Встановлено вашим обов'язком боротьбу, тоді як ви ненавидите її. Можливо, те, що вам ненависне ви не знаєте! благо для вас. А, можливо, те, що вам приємне — зло для вас. Аллаг знає, а ви не знаєте! (Сура 2. Корова: 216) |

Боріться проти них, поки не зникне смута, і релігія не буде належати Аллагу! Та якщо вони зупиняться, то нехай не буде ворожості, окрім як проти нечестивців. (Сура 2. Корова: 193)
… Боріться з багатобожниками всі разом — так само, як разом ведуть боротьбу з вами вони… (Сура 9. Каяття: 36)
Обов'язок ведення джихаду може покладатися як на якусь окрему частину мусульман (фард аль-кіфая), якщо вони здатні захищати честь і гідність решти мусульман, так і на кожного мусульманина окремо (фард аль-айн), якщо в цьому існує необхідність.
Під час ведення військового джихаду, перед початком бою, мусульмани повинні зробити все, що від них залежить, щоб не допустити кровопролиття. Для цього потрібно:
- Запропонувати противнику прийняти іслам;
- Якщо цю пропозицію відхилять, необхідно запропонувати виплатити джизію, у обмін на захист від мусульман

Бій можна розпочинати у випадку відмови противника від запропонованих умов.
Поняття джихаду стосується не лише ведення війни, а у широкому сенсі означає постійні дії та зусилля задля панування ісламу. В ісламській доктрині є положення про різні види джихаду.

## Види джихаду
1. Джихад — розповсюдження знання про іслам
Цей вид джихаду включає у себе навчання мусульман правилам та принципам ісламу, обов'язок його проповідування.
2. Джихад майном
Цей вид джихаду має мету встановлення порядку в суспільстві, забезпечення мусульманських країн від нападу.
3. Захисний джихад
Цей джихад — боротьба проти сил, що шкодять ісламу та мусульманам.
4. Джихад-наступ
Цей джихад — боротьба з силами, що забороняють вільно проповідувати вчення Аллаха.
Деякі теологи розрізняють великий джихад і малий. Великий — боротьба з невір'ям в собі; малий джихад — боротьба з невір'ям зовні.